# Уинстър (река)
Уинстър е река в английското графство Къмбрия. Тече по границата между древните окръзи Ланкашър и Уестморленд. Има сравнително малък водосборен район, други потоци текат успоредно с нея от двете страни.
Уинстър е дълга около 20 км и се издига на около 2 км южно от град Боунес он Уиндърмиър, между селцата Уинстър и Сторс (последното е на Уиндърмиър) и следва южен курс, преминаващ покрай селищата на Луддербърн, Хартбароу и Боуланд Бридж, преди да се присъедини към Арндайл Бек в Бридж Хаус.
Оттам реката продължава през долина между Уитбароу и Картмел Фел, течаща през Хелтън Тарн. Тя продължава между селата Линдейл и Меатоп и накрая се влива в устието на река Кент точно надолу по течението от Арнсайд.
Пакхорс бридж е мост, предназначен за преминаване на коне, натоварени с дисаги през река или поток.
Има два такива моста на тази река близо до Уинстър. Мостът Уинстър (1729 г. с парапет от XX век) на реката 54°19′36.84″ с. ш. 2°54′07.56″ з. д. / 54.3269° с. ш. 2.9021° з. д. и друг мост (вероятно XVII век) на приток на река Уинстър в съседство до път A5074.